# Шамсиев, Сайфи Шамсиевич
Сайфи Шамсиевич Шамсиев (1914—1995) — советский учёный и педагог, педиатр, доктор медицинских наук, профессор, член-корреспондент АМН СССР (1974). Заслуженный деятель науки Узбекской ССР (1968).

## Биография
Родился 1 декабря 1914 года в Намангане.
С 1931 по 1936 год обучался на педиатрическом факультете Ташкентского медицинского института. С 1936 по 1940 год обучался в аспирантуре этого института. С 1946 по 1950 год обучался в докторантуре  НИИ педиатрии АМН СССР.
С 1940 по 1972 год на педагогической работе в Ташкентском медицинском институте в должностях ассистент кафедры детских болезней и с 1951 по 1972 год — заведующий кафедрой пропедевтики детских болезней. С 1958 по 1961 одновременно с педагогической занимался и административно-научной работой в качестве декана педиатрического факультета. С 1972 года на педагогической работе в Среднеазиатском медицинском педиатрическом институте в должности заведующего кафедрой пропедевтики детских болезней.

### Научно-педагогическая деятельность
Основная научно-педагогическая деятельность С. Ш. Шамсиева была связана с вопросами в области бронхолегочной патологии, педиатрии, заболеваний сердечно-сосудистой системы. С. Ш. Шамсиев являлся — членом Президиума Всесоюзного научного общества детских врачей и с 1962 по 1980 год — председателем Узбекского научного общества детских врачей. 
В 1951 году защитил докторскую диссертацию по теме: «Клинико-экспериментальные материалы по применению наперстянки у детей», в 1952 году ему было присвоено учёное звание профессор. В 1974 году он был избран член-корреспондентом АМН СССР. Под руководством С. Ш. Шамсиева было написано около ста тридцати научных работ, в том числе девяти монографий. Он являлся редактором редакционного отдела «Педиатрия» Большой медицинской энциклопедии.
Скончался 14 декабря 1995 года в Ташкенте.

## Награды
- Орден «Знак Почёта»